# Wyspa Kosumecka
Wyspa Kosumecka, Kępa Kosumecka – wyspa na Wiśle, przy jej lewym brzegu, na wysokości Czerska. Obecnie jest to północna część Wyspy Rembezy.
W czasie wojny na wyspie odbywał się obóz harcerzy z Warszawy, biorących później czynny udział w Powstaniu warszawskim. Z powodu obecności Niemców w Górze Kalwarii harcerze byli na wyspę dowożeni nie z oddalonego o zaledwie 50 metrów lewego brzegu, lecz z prawego oddalonego od wyspy o około 800 metrów przez mieszkańców miejscowości Kosumce.